# Abd Al Naser Hasan
Abd Al Naser Hasan là một cầu thủ bóng đá Syria thi đấu cho Naft Al-Janoob ở Iraq.